# تاخورده‌دندانان
تاخورده‌دندانان (نام علمی: Ptychodontidae) نام یک تیره از زیررده نرم‌آبشش‌داران است.